# حادثة قاعة الخلد
تطهير حزب البعث عام 1979 أو ما يعرف بمجزرة الرفاق ، أو مجزرة قاعة الخلد .كان مؤتمراً حزبياً بعثياً في العاصمة بغداد، في قاعة الخلد، نظّمه الرئيس العراقي السابق صدام حسين بتاريخ 22 تموز 1979 بعد ستة أيام من وصوله الى منصب الرئاسة في العراق بتاريخ 16 تموز 1979، مما أدى إلى فشل الوحدة بين حزب البعث السوري بقيادة حافظ الأسد وحزب البعث العراقي بقيادة أحمد حسن البكر، كما أدّى إلى قتل واعتقال كل المعارضين البعثيين لصدام من تلك القاعة.
بعد ستة أيام من استقالة الرئيس أحمد حسن البكر وتولي صدام حسين منصب رئيس الجمهورية العراقية والأمين القطري لحزب البعث العربي الاشتراكي ورئيس مجلس قيادة الثورة (RCC) بتاريخ 16 تموز 1979، نظم مؤتمرا لحزب البعث في 22 تموز 1979 في بغداد - قاعة الخلد نفذ فيها حملة اعتقالات واعدامات شملت رفاقاً من حزب البعث لترسيخ هيمنة صدام وزيادة نفوذه.
ضمت القائمة معظم الرفاق الذين عارضوا صعود صدام إلى السلطة بعد البكر، ومن هؤلاء السكرتير الأسبق لأحمد حسن البكر هو محيي عبد الحسين مشهدي، وقد تم الإعلان عن أسماء الأشخاص المراد تصفيتهم وطردهم خارج القاعة ليتم اعدامهم. أظهرت الدعاية البعثية في ذلك الوقت أنهم ادينوا بالتآمر والخيانة العظمى ضد حزب البعث العربي الاشتراكي.

الصفحة الأولى من جريدة الجمهورية تذكر خبر الأحكام بحق أفراد حزب البعث

الصفحة السابعة من جريدة الجمهورية فيها تكملة الخبر

## الخلفية
في وقت سابق من عام 1979 بدأ الرئيس العراقي ورئيس مجلس قيادة الثورة أحمد حسن البكر في إجراء معاهدات مع البعثيين في سوريا أيضا تحت قيادة البعثيين من شأنها أن تؤدي إلى توحيد البلدين والحزبين (حزب البعث السوري) و(حزب البعث العراقي). وسيصبح الرئيس السوري حافظ الأسد نائبا لرئيس الاتحاد البعثي وهذا من شأنه أن يدفع صدام حسين إلى الغموض. ولقد تصرف صدام لتأمين قبضته على السلطة في الحزب الحاكم. واستقال أحمد حسن البكر في 16 تموز الماضي تحت التهديد بالقوة ونقل رسميا الرئاسة ورئاسة المجلس وقيادة الحزب إلى صدام حسين. واعترض سكرتير مجلس قيادة الثورة محيي عبد الحسين مشهدي على نقل السلطة.

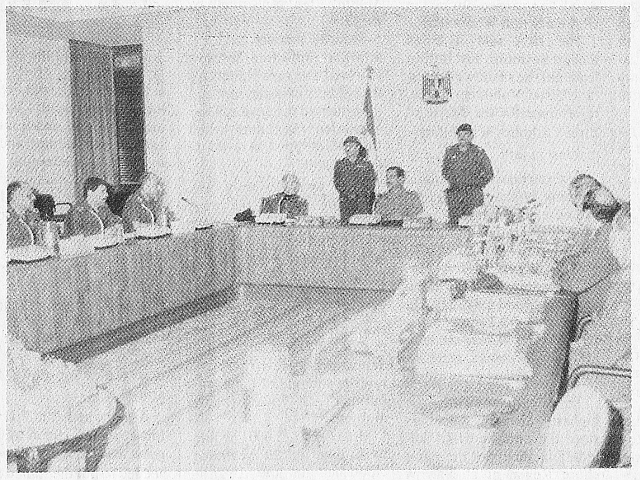
الاجتماع المشترك لمجلس قيادة الثورة والقيادة الإقليمية لحزب البعث العربي الاشتراكي في بغداد – العراق في 16 يونيو 1988، برئاسة الرئيس العراقي صدام حسين وعن يمينه نائب رئيس مجلس قيادة الثورة عزت إبراهيم الدوري.

## الأحداث
كان صدام حسين قد عقد على عجل اجتماعاً لقادة حزب البعث في 22 تموز. خلال التجمع الذي أمر به بالفيديو ادّعى أنه كشف طابور خامس داخل حزب البعث العربي الإشتراكي. واعترف القيادي البعثي محيي عبد الحسين مشهدي الذي تم كسره بعد أيام من التعذيب الجسدي وتحت تهديد إعدام أسرته بأداء دور قيادي في مؤامرة مدعومة من حزب البعث السوري ضد صدام حسين وقدم أسماء 68 متهماً مشتركا في التآمر. تمت إزالتهم من الغرفة واحداً تلو الآخر حيث تم استدعائهم واحتجازهم. بعد قراءة القائمة هنأ صدام أولئك الذين ما زالوا جالسين في الغرفة من أجل ولائهم في الماضي والمستقبل. تم بعد ذلك محاكمة الأشخاص الذين ألقي القبض عليهم في الاجتماع وإدانتهم بالخيانة. وحكم على 22 منهم بالإعدام، أعطي أولئك الذين يدخرون الأسلحة ويوجهون إلى تنفيذ رفاقهم.

## النتائج
بحلول 1 آب أعدم مئات من أعضاء حزب البعث رفيعي المستوى، ووزع في جميع أنحاء البلد شريطاً عن التجمع وحالات الإعدام. يقول كريستوفر هيتشنز أن هذا التطهير كان لحظة فاصلة أصبح فيها صدام قائدا مطلقا للجمهورية لعراق وهو ما يقابل ليلة السكاكين الطويلة في ألمانيا النازية أو قتل سيرجي كيروف في الاتحاد السوفيتي.

## رأي مرافق صدام حسين
قال سلوان المسلط آخر مرافقي الرئيس صدام حسين إن محاسبة الرئيس للمذكورة أسماؤهم في قاعة الخلد كانت بسبب "مؤامرة وكانت سوريا تديرها، والرئيس السوري الراحل نظام حافظ الأسد هو من أدار هذه المؤامرة وإيران لها يد بها عن طريق حافظ الأسد. هذه القيادات البعثية ولاؤها كان إلى جهة أخرى"، وقال "الرئيس صدام لم يندم على إعدامهم لأنه يبتر حتى أصبعه على إذا شافه يخون..هو حاسبهم على الملأ وأتى بشهود واعترافات بأنهم كانوا تابعين، هذه المحاسبة على الملأ".

## وصلات خارجية
- وليد منعم يتحدث تفاصيل المكالمة التي جرت بين صدام حسين ورئيس سوريا السابق